# کوسه دندان‌گرازی
کوسه دندان‌گُرازی (نام علمی: Hemipristis elongatus) نام یک گونه از راسته زمین‌کوسه‌سانان است.
رنگ کوسه‌های دندان‌گرازی خاکستری روشن یا برنزه و بدون لکه است. این کوسه در فک بالایی دندان‌های تیز و مضرس و در فک پایینی دندانی قلاب‌شکل دارد. شکل بدن آن، دوک‌مانند است، شکلی که اجازه سرعت بیشتری به این نوع از کوسه می‌دهد.